# 色情演員

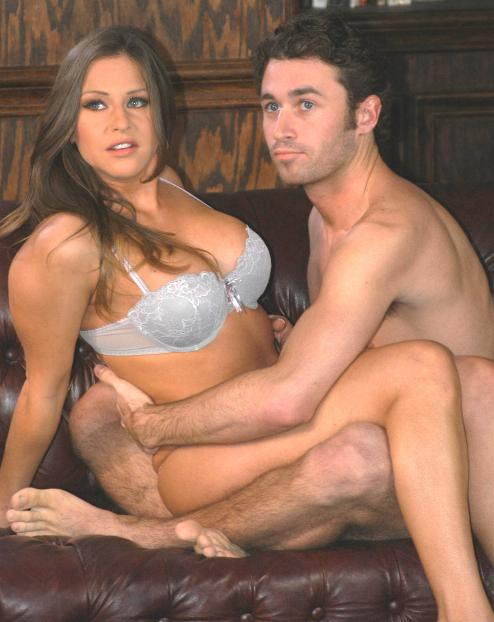
兩名色情演員（右方男性演員爲詹姆斯·迪恩）

色情演員是指從事色情演出的演員。一般來說，他們演出的作品除了色情片之外，還有各種成人电视节目和寫真集等。

## 各地

### 美國
美國第一位公認的色情影星就是參演1972年電影《深喉》的琳達·拉芙蕾絲。此片成功在全球獲得過億元的利潤，導致後來色情電影如雨後春荀，譬如《綠門之後》、《貝多芬小姐的啟蒙》、《瓊斯小姐內心的魔鬼》等等。這成了美國1980年代色情黃金時期。

## 性病

### 歐美狀況
早期的色情演員通常沒有使用避孕套，因此色情電影演員感染愛滋病和其它由性交傳染的疾病的危險性高出許多。在1980年代，某些成人電影演員因感染愛滋病而死亡。這導致了成人產業醫療保健基金會的成立，幫助美國色情電影工業設置一個人類免疫缺陷病毒（HIV病毒）的檢驗系統，演員們每30天就必須檢驗HIV病毒一次。所有的性接觸都被紀錄下來，在結果出爐後，所有在前三到六個月內與陽性反應者有過性接觸的人都會被通知並再度進行檢驗。這導致HIV傳染率的降低，也因此降低了色情演員的感染機會。據報導，在2004年之前的四年間並未測出任何一個成人電影演員有HIV的陽性反應。
在2004年，一名男色情演員Darren James，被測出對愛滋病有陽性反應。另一個成人影星，也被測出了愛滋病的陽性反應。在上次的陰性反應測試之後，詹姆斯曾與12名女性有過性接觸。在這個消息傳出後，成人電影產業在之後的30天自願減少了他們的工作量，並盡量聯絡兩人，且於其他成人產業內，多次評估遇到這類情況的可能性和應對措施。
早期有組織的相關研究較少，有關成人產業與性病的相關性並不十分清楚。成人產業醫療保健基金會在2001年10月到2002年3月之間，對以成人影片工作者為主的483人，進行義務測試。結果發現約有40%至少感染了一種經由性交傳染的疾病，其中將近17%為衣原体，13%為淋病，和10%的乙型肝炎或丙型肝炎。
不過，色情演員涉及缺乏保護、不安全的性行為，增加了感染性傳播疾病風險（例如人類免疫缺陷病毒之愛滋病）。
2012年，美國加州公投通過「成人電影業較安全性行為法案」B號提案（簡稱AB-332法案），但洛杉磯政府2013年5月24日選擇將此提案暫時擱置。前色情演員潔西（Jessie Rogers）自拍一段名為「我有性病」的短片呼籲政府與民眾重視安全性行為，並接受媒體採訪，揭露“成人影片界（幾乎人人都有皰疹等性病）真相”，工作環境有如性病大染缸。